# Coloide

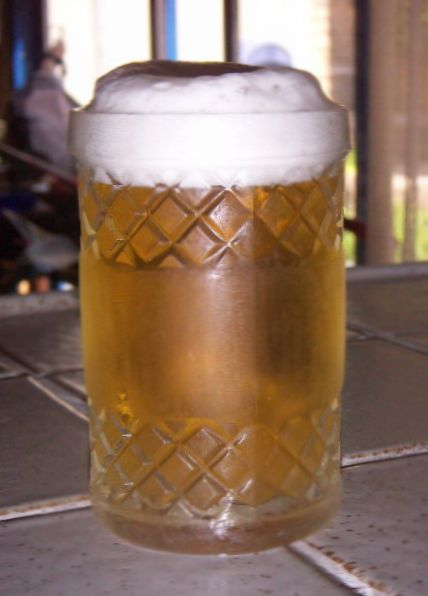
La espuma de la cerveza es un sistema coloidal.

En física y química, un coloide, sistema coloidal, suspensión coloidal o dispersión coloidal es un sistema conformado por dos o más fases, normalmente una fluida (líquido o gas) y otra dispersa en forma de partículas generalmente sólidas muy finas, de diámetro comprendido entre 10-9 y 10-5 m. La fase dispersa es la que se halla en menor proporción. Normalmente la fase continua es líquida, pero pueden encontrarse coloides cuyos componentes se encuentran en otros estados de agregación de la materia.    
El nombre de coloide proviene de la raíz griega "kolas" que significa «que puede pegarse». Este nombre se refiere a una de las principales propiedades de los coloides: su tendencia espontánea para agregar o formar coágulos. De ahí viene también la palabra "cola", el fluido pastoso que sirve para pegar. Los coloides también afectan al punto de ebullición del agua y son contaminantes. Los coloides se diferencian de las suspensiones químicas, principalmente en el tamaño de las partículas de la fase dispersa. Las partículas en los coloides no son visibles directamente, son visibles a nivel microscópico (entre 1 nm y 1 µm), y en las suspensiones químicas sí son visibles a nivel macroscópico (mayores de 1 µm). Además, al reposar, las fases de una suspensión química se separan, mientras que las de un coloide no lo hacen. La suspensión química es filtrable, mientras que el coloide no es filtrable.
Los sistemas coloidales son sistemas no homogéneos en los que las partículas constituyentes de uno o varios de sus componentes (fase dispersa o dispersoide) tienen tamaños comprendidos entre 10 y 2000 Å, mientras que los restantes componentes están constituidos por partículas con tamaño inferior a unos 10 Å (fase dispersante o medio de dispersión).
Las partículas coloides tienen propiedades intermedias  entre las disoluciones  y las  suspensiones químicas; se encuentran dispersas sin que estén unidas a las moléculas del disolvente y no se sedimenta al dejarlas en reposo.
En algunos casos las partículas son moléculas grandes, como proteínas. En la fase acuosa, una molécula se pliega de tal manera que su parte hidrofílica se encuentra en el exterior, es decir la parte que puede formar interacciones con moléculas de agua a través de fuerzas ión-dipolo o fuerzas puente de hidrógeno se mueven a la parte externa de la molécula. Los coloides pueden tener una determinada viscosidad (la viscosidad es la resistencia interna que presenta un fluido: líquido o gas, al movimiento relativo de sus moléculas).

## Tipos de coloides
Los coloides se clasifican según la magnitud de la atracción entre la fase dispersa y la fase continua o dispersante. Si esta última es líquida, los sistemas coloidales se catalogan como «soles» y se subdividen en «liófobos» (poca atracción entre la fase dispersa y el medio dispersante) y «liófilos» (gran atracción entre la fase dispersa y el medio dispersante). En los coloides liófilos la fase dispersa y el medio dispersante son afines, por lo tanto forman soluciones verdaderas y tienen carácter termodinámicamente estable; en tanto que los coloides liófobos son aquellos donde la fase dispersa y el medio dispersante no son afines, pueden formar dos fases y tienen carácter cinéticamente estable. Una característica fundamental de los coloides liófobos es que no son termodinámicamente estables, como ya se mencionó anteriormente, aunque poseen una estabilidad de tipo cinético que les permite mantenerse en estado disperso durante largos períodos de tiempo. Las partículas coloidales son lo suficientemente pequeñas como para que su comportamiento esté controlado por el movimiento browniano y no por efectos macroscópicos, como las fuerzas gravitatorias. Al agregarles cierta cantidad de electrolito pueden coagular, la cantidad depende de la valencia y la naturaleza del electrolito.
Respecto a la clasificación de coloides, cabe destacar también que, si el medio dispersante es agua se denominan «hidrófobos» (repulsión al agua) e «hidrófilos» (atracción al agua).
En la siguiente tabla se recogen los distintos tipos de coloides según el estado de sus fases continua y dispersa:
|               |         | Fase dispersa                                               | Fase dispersa                                                | Fase dispersa                                       |
| ------------- | ------- | ----------------------------------------------------------- | ------------------------------------------------------------ | --------------------------------------------------- |
| Gas           | Líquido | Sólido                                                      |                                                              |                                                     |
| Fase continua | Gas     | No es posible porque todos los gases son solubles entre sí. | Aerosol líquido, Ejemplos: niebla, bruma                     | Aerosol sólido, Ejemplos: humo, polvo en suspensión |
| Fase continua | Líquido | Espuma, Ejemplos: espuma de afeitado, nata                  | Emulsión, Ejemplos: leche, salsa mayonesa, cremas cosméticas | Sol, Ejemplos: pinturas, tinta china                |
| Fase continua | Sólido  | Espuma sólida, Ejemplos: piedra pómez, aerogeles, merengue. | Gel, Ejemplos: gelatina, gominola, queso                     | Sol sólido, Ejemplos: cristal de rubí               |

En principio, no existe una regla fija que establezca el estado de agregación en el que se tienen que encontrar, tanto la fase dispersa como el medio dispersante. Por lo tanto, son posibles todas las combinaciones imaginables, como se mostró en la tabla anterior.
Actualmente, y debido a sus aplicaciones industriales y biomédicas, el estudio de los coloides ha cobrado una gran importancia dentro de la fisicoquímica y de la física aplicada. Así, numerosos grupos de investigación de todo el mundo se dedican al estudio de las propiedades ópticas, acústicas, de estabilidad y de su comportamiento frente a campos externos. En particular, el comportamiento electrocinético (principalmente las medidas de movilidad electroforética) o la conductividad eléctrica de la suspensión completa. 
Por lo general, el estudio de los coloides es experimental, aunque también se realizan grandes esfuerzos en los estudios teóricos, así como en desarrollo de simulaciones informáticas de su comportamiento. En la mayor parte de los fenómenos coloidales, como la conductividad y la movilidad electroforética, estas teorías tan solo reproducen la realidad de manera cualitativa, pero el acuerdo cuantitativo sigue sin ser completamente satisfactorio.

## Preparación
Hay dos formas principales de preparar coloides:
- Dispersión de partículas grandes o gotitas a las dimensiones coloidales mediante molienda, pulverización o aplicación de cizallamiento (por ejemplo, agitación, mezcla o mezcla de alta tensión de corte).
- Condensación de pequeñas moléculas disueltas en partículas coloidales más grandes por precipitación, condensación o reacciones redox. Estos procesos se utilizan en la preparación de sílice coloidal u oro coloidal.

### Estabilización
La estabilidad de un sistema coloidal se define por las partículas que permanecen suspendidas en solución y depende de las fuerzas de interacción entre las partículas. Estos incluyen interacciones electrostáticas y fuerzas de van der Waals, porque ambas contribuyen a la energía libre general del sistema.
Un coloide es estable si la energía de interacción debida a las fuerzas de atracción entre las partículas coloidales es menor que kT, donde k es la constante de Boltzmann y T es la temperatura absoluta. Si este es el caso, las partículas coloidales se repelerán o solo se atraerán débilmente entre sí, y la sustancia permanecerá en suspensión.
Si la energía de interacción es mayor que kT, prevalecerán las fuerzas de atracción y las partículas coloidales comenzarán a agruparse. Este proceso se denomina generalmente agregación , pero también se denomina floculación, coagulación o precipitación. Si bien estos términos a menudo se usan indistintamente, para algunas definiciones tienen significados ligeramente diferentes. Por ejemplo, la coagulación se puede utilizar para describir la agregación permanente irreversible en la que las fuerzas que mantienen unidas las partículas son más fuertes que cualquier fuerza externa provocada por la agitación o la mezcla. La floculación se puede utilizar para describir la agregación reversible que implica fuerzas de atracción más débiles, y el agregado generalmente se llama unfloc. El término precipitación se reserva normalmente para describir un cambio de fase de una dispersión coloidal a un sólido (precipitado) cuando se somete a una perturbación. La agregación causa sedimentación o formación de crema, por lo tanto, el coloide es inestable: si ocurre cualquiera de estos procesos, el coloide ya no será una suspensión.

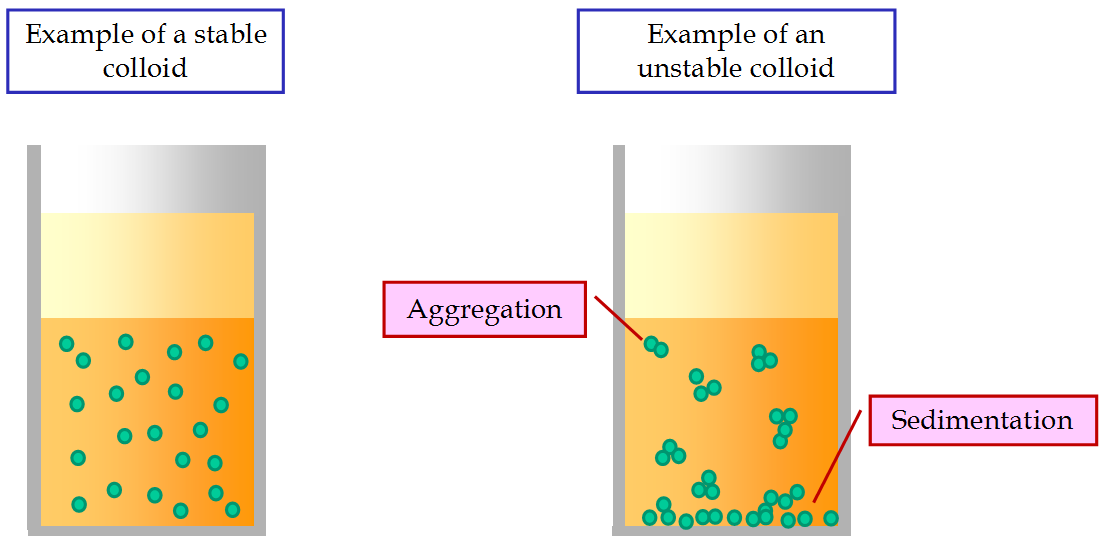
Ejemplos de dispersión coloidal estable e inestable.

La estabilización electrostática y la estabilización estérica son los dos principales mecanismos de estabilización contra la agregación.
- La estabilización electrostática se basa en la repulsión mutua de cargas eléctricas similares. La carga de las partículas coloidales se estructura en una doble capa eléctrica , donde las partículas se cargan en la superficie, pero luego atraen contraiones (iones de carga opuesta) que rodean la partícula. La repulsión electrostática entre partículas coloidales suspendidas se cuantifica más fácilmente en términos del potencial zeta . El efecto combinado de la atracción de van der Waals y la repulsión electrostática sobre la agregación se describe cuantitativamente mediante la teoría DLVO.[8]  Un método común para estabilizar un coloide (convertirlo en un precipitado) es la peptización, un proceso en el que se agita con un electrolito.
- La estabilización estérica consiste en absorber una capa de polímero o tensioactivo sobre las partículas para evitar que se acerquen al rango de fuerzas atractivas.[8] El polímero consta de cadenas que están unidas a la superficie de la partícula y la parte de la cadena que se extiende hacia afuera es soluble en el medio de suspensión.[9] Esta técnica se utiliza para estabilizar partículas coloidales en todo tipo de disolventes, incluidos los solventes orgánicos.[10]

También es posible una combinación de los dos mecanismos (estabilización electrostérica).

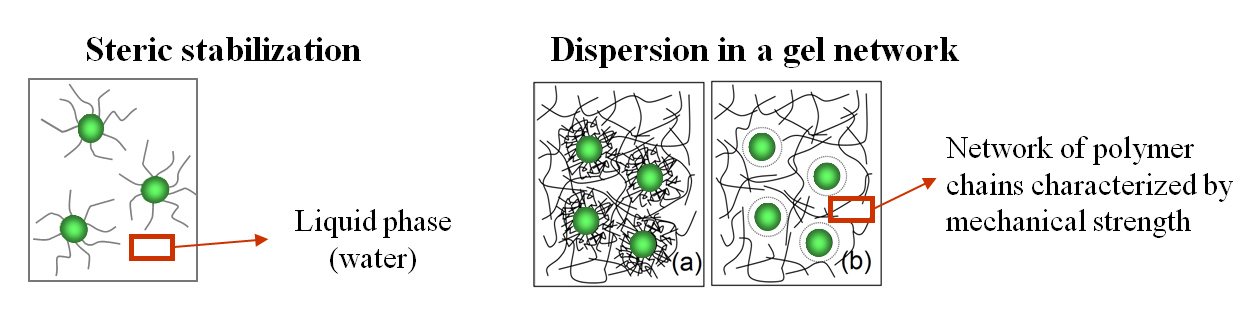
Estabilización de redes estéricas y de gel.

Un método llamado estabilización de la red de gel representa la forma principal de producir coloides estables tanto a la agregación como a la sedimentación. El método consiste en añadir a la suspensión coloidal un polímero capaz de formar una red de gel. El asentamiento de partículas se ve obstaculizado por la rigidez de la matriz polimérica donde las partículas quedan atrapadas, y las cadenas poliméricas largas pueden proporcionar una estabilización estérica o electrostérica a las partículas dispersas. Ejemplos de tales sustancias son xantano y goma guar.

### Desestabilización
La desestabilización se puede lograr por diferentes métodos:
- Eliminación de la barrera electrostática que evita la agregación de partículas. Esto se puede lograr mediante la adición de sal a una suspensión para reducir la longitud del tamiz Debye (el ancho de la doble capa eléctrica) de las partículas. También se logra cambiando el pH de una suspensión para neutralizar eficazmente la carga superficial de las partículas en suspensión. Esto elimina las fuerzas repulsivas que mantienen separadas las partículas coloidales y permite la agregación debido a las fuerzas de van der Waals. Los cambios menores en el pH pueden manifestarse en una alteración significativa del potencial zeta . Cuando la magnitud del potencial zeta se encuentra por debajo de un cierto umbral, típicamente alrededor de ± 5 mV, tiende a ocurrir una coagulación o agregación rápida.[12]
- Adición de un floculante polimérico cargado. Los floculantes poliméricos pueden unir partículas coloidales individuales mediante atractivas interacciones electrostáticas. Por ejemplo, las partículas de arcilla o sílice coloidal cargadas negativamente pueden flocularse mediante la adición de un polímero cargado positivamente.
- Adición de polímeros no adsorbidos llamados depletantes que causan agregación debido a efectos entrópicos.

Las suspensiones coloidales inestables de fracción de bajo volumen forman suspensiones líquidas agrupadas, en las que los grupos individuales de partículas sedimentan si son más densos que el medio de suspensión, o crema si son menos densos. Sin embargo, las suspensiones coloidales de fracción de mayor volumen forman geles coloidales con propiedades viscoelásticas. Los geles coloidales viscoelásticos, como la bentonita y la pasta de dientes , fluyen como líquidos bajo la cizalla, pero mantienen su forma cuando se quita la cizalla. Es por esta razón que la pasta de dientes se puede exprimir de un tubo de pasta de dientes, pero permanece en el cepillo de dientes después de su aplicación.

### Supervisión de la estabilidad

Principio de medición de la dispersión de luz múltiple junto con escaneo vertical

La técnica más utilizada para monitorear el estado de dispersión de un producto y para identificar y cuantificar los fenómenos de desestabilización es la dispersión de luz múltiple junto con el escaneo vertical.  Este método, conocido como turbidimetría, se basa en medir la fracción de luz que, luego de ser enviada a través de la muestra, es retrodispersada por las partículas coloidales. La intensidad de la retrodispersión es directamente proporcional al tamaño medio de partícula y la fracción de volumen de la fase dispersa. Por lo tanto, se detectan y monitorean los cambios locales en la concentración causados por la sedimentación o la formación de crema, y la acumulación de partículas causada por la agregación. Estos fenómenos están asociados con coloides inestables.
La dispersión de luz dinámica se puede utilizar para detectar el tamaño de una partícula coloidal midiendo qué tan rápido se difunden. Este método implica dirigir la luz láser hacia un coloide. La luz dispersa formará un patrón de interferencia, y la fluctuación en la intensidad de la luz en este patrón es causada por el movimiento browniano de las partículas. Si el tamaño aparente de las partículas aumenta debido a que se agrupan a través de la agregación, se producirá un movimiento browniano más lento. Esta técnica puede confirmar que se ha producido la agregación si se determina que el tamaño de partícula aparente está más allá del rango de tamaño típico de las partículas coloidales.

### Aceleración de los métodos para la predicción de la vida útil
El proceso cinético de desestabilización puede ser bastante largo (hasta varios meses o incluso años para algunos productos) y a menudo es necesario que el formulador utilice métodos de aceleración adicionales para alcanzar un tiempo de desarrollo razonable para el diseño de un nuevo producto. Los métodos térmicos son los más utilizados y consisten en aumentar la temperatura para acelerar la desestabilización (por debajo de las temperaturas críticas de inversión de fase o degradación química). La temperatura afecta no solo a la viscosidad, sino también a la tensión interfacial en el caso de los tensioactivos no iónicos o, más generalmente, a las fuerzas de interacción dentro del sistema. El almacenamiento de una dispersión a altas temperaturas permite simular las condiciones de la vida real de un producto (por ejemplo, un tubo de crema de protección solar en un automóvil en verano), pero también acelerar los procesos de desestabilización hasta 200 veces.A veces se utilizan centrifugación y agitación. Someten el producto a diferentes fuerzas que empujan las partículas / gotitas unas contra otras, ayudando así en el drenaje de la película. Sin embargo, algunas emulsiones nunca se fusionarían en gravedad normal, mientras que lo hacen en gravedad artificial. Además, se ha destacado la segregación de diferentes poblaciones de partículas cuando se utiliza centrifugación y vibración.

## Sistemas coloidales y sus características
- Emulsiones: Se llama emulsión a una suspensión coloidal de un líquido en otro inmiscible con él, y puede prepararse agitando una mezcla de los dos líquidos o, pasando la muestra por un molino coloidal llamado homogenizador. Una emulsión es un sistema donde la fase dispersa y la fase continua son líquidas.
- Soles: Los soles liófobos son relativamente inestables (o meta estables); a menudo basta una pequeña cantidad de electrólito o una elevación de la temperatura para producir la coagulación y la precipitación de las partículas dispersadas.
- Aerosoles: Los aerosoles se definen como sistemas coloidales con partículas líquidas o sólidas muy finalmente subdivididas, dispersadas en un gas. Hoy en día el término aerosol, en lenguaje general, es sinónimo de un envase metálico con contenido presurizado, aunque se habla de aerosoles atmosféricos.
- Gel: La formación de los geles se llama gelación. En general, la transición de sol a gel es un proceso gradual. Por supuesto, la gelación va acompañada por un aumento de viscosidad, que no es repentino sino gradual.
- Espuma: La fase dispersante puede ser líquida o sólida y la fase dispersa un gas.

## Propiedades de los coloides
Adsorción
Por su tamaño, las partículas coloidales tienen una relación área/masa extremadamente grande, por ello son excelentes materiales adsorbentes. En la superficie de las partículas existen fuerzas llamadas de Van der Waals e incluso enlaces inter-atómicos que al estar insatisfechos pueden atraer y retener átomos, iones o moléculas de sustancias extrañas. A esta adherencia de sustancias ajenas en la superficie de una partícula se le llama adsorción. Las sustancias adsorbidas se mantienen firmemente unidas en capas que suelen tener no más de una o dos moléculas (o iones) de espesor. Aunque la adsorción es un fenómeno general de los sólidos, resulta especialmente eficiente en dispersiones coloidales, debido a la enorme cantidad de área superficial.
Efecto Tyndall
Consiste en que un haz luminoso se hace visible cuando atraviesa un sistema coloidal. Este fenómeno se debe a que las partículas coloidales dispersan la luz en todas las direcciones haciéndola visible. Los rayos de luz pueden ser vistos al pasar a través de un bosque, por ejemplo, como resultado de la dispersión de la luz por las partículas coloidales suspendidas en el aire del bosque. Aunque todos los gases y líquidos dispersan la luz, la dispersión por una sustancia pura o por una solución es muy pequeña, que generalmente no es detectable.
Movimiento browniano
Son ejemplos de este fenómenos los movimientos observados en partículas de polvo que se desplazan libres al azar en un rayo de sol que ingresa a través de una ventana (o una cortina abierta), o partículas de polvo y humo moviéndose en un rayo de luz proveniente del cuarto de proyección de una sala de cine. El movimiento desordenado de dichas partículas coloidales es debido al bombardeo o choque con las moléculas del medio dispersante, y en los ejemplos citados sería por las moléculas presentes en el aire (N², O²,Ar, Kr, etc.).
El movimiento se conoce como movimiento browniano en memoria del botánico inglés Robert Brown, quien observó por primera vez este movimiento irregular de partículas en 1827, mientras estudiaba con el microscopio el comportamiento de los granos de polen suspendidos en agua. El  movimiento browniano impide que las partículas coloidales se asienten o formen sedimentos aire
.
Electroforesis
Consiste en la migración de partículas coloidales cargadas dentro de un campo eléctrico. Las partículas coloidales absorben iones en su superficie cargándose positiva o negativamente, aunque todo el sistema coloidal es eléctricamente neutro, estas partículas viajan hacia los electrodos (cátodo y ánodo) mediante fuerzas eléctricas de atracción.
Diálisis
Se define como el movimiento de iones y moléculas pequeñas a través de una membrana porosa, llamada membrana dialítica o dializante, pero no de moléculas grandes o partículas coloidales. La diálisis no es una propiedad exclusiva de los coloides, puesto que ciertas soluciones también se pueden dializar, por ejemplo, en bioquímica se utiliza con frecuencia la diálisis para separar moléculas proteínicas de iones acuosos.
En los coloides, la diálisis permite purificar el sistema coloidal, puesto que se eliminan iones y otras moléculas pequeñas consideradas impurezas. Se utilizan como membranas dialíticas, el celofán y las membranas de origen animal.